# West Kilbride
West Kilbride (schottisch-gälisch: Cille Bhrìghde an Iar) ist eine Kleinstadt in Schottland. Die Stadt liegt an der Westküste und gehört zur Council Area North Ayrshire. Im Rahmen der Zensuserhebung 2011 lebten 4783 Personen in West Kilbride.

## Lage
Die Kleinstadt liegt am linken Ufer des Firth of Clyde, der Mündung des River Clydes in den Atlantik. Das Stadtgebiet beginnt direkt mit dem Ort Seamill am Ufer und geht am Hang direkt über in das etwas höher liegende hügelige Stadtgebiet.

## Historische Gebäude

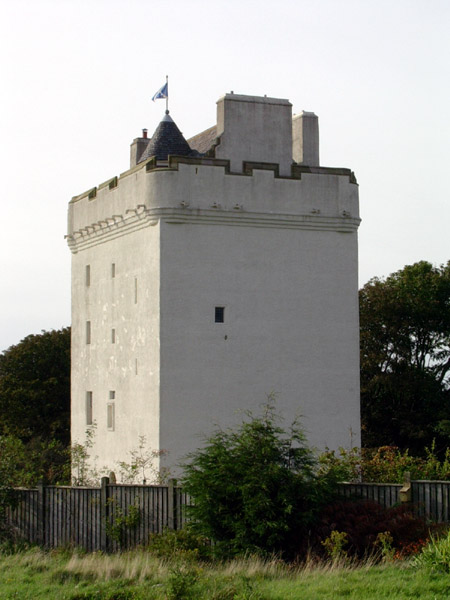
Law Castle

Das Law Castle ist ein Tower House am Fuß des Law Hills. Erbaut wurde es im 15. Jahrhundert von Mary Stewart, der Schwester des schottischen Königs Jakob III. Das Gebäude wurde im Laufe des 20. Jahrhunderts restauriert. Die Räumlichkeiten werden als Ferienappartements vermietet.
Das Portencross Castle datiert aus dem 14. Jahrhundert und ist nahe dem gleichnamigen Hafenort gelegen. Die Ruine ist L-förmig und vier Stockwerke hoch. Es ersetzt ein Vorgängerbauwerke und wurde ungleich diesem nicht auf einer Anhöhe, sondern an deren Fuß errichtet, was einen Überblick über den Firth of Clyde erlaubt. In dieser Burg unterzeichnete Robert II. mehrere königliche Erlässe.
Im Jahr 1739 verlor Portencross Castle sein Dach. Erst in den letzten Jahren bemüht sich der Verein der Freunde des Portenross Castles um eine Restaurierung und den Wiederaufbau der Ruine und wird dabei auch durch die BBC unterstützt.
Das Crosbie Castle (auch Crosbie Towers) liegt am nordwestlichen Rand von West Kilbride. Es wurde großteils rekonstruiert nach einem im 17. Jahrhundert zerstörten Bau. Dieser war der Sitz von Sir Ranald Craufurd, einem Onkel von William Wallace, im 13. Jahrhundert. Auch Wallace selbst soll hier einige Zeit verbracht haben. Im Jahr 2007 beschädigte ein Sturm große Teile der äußeren Mauern.

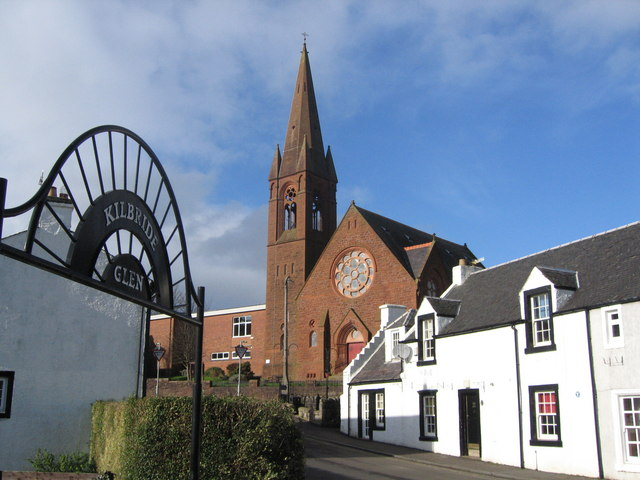
St. Andrews Church

An Kirchen gibt es die Saint Andrews Church sowie die aus rotem Sandstein erbaute Overton Church, die beide der Church of Scotland angehören. Von der katholischen Kirche steht die Saint Brides Chapel. Die Barony, ein großer, aus dem 19. Jahrhundert stammender Kirchenbau aus Sandstein steht an der Hauptstraße. Der Bau wurde zwischenzeitlich profaniert und steht im Eigentum der öffentlichen Hand. Er wird für verschiedene Veranstaltungen genutzt.

## Wirtschaft
Im Umland der Stadt wird hauptsächlich Landwirtschaft betrieben. Bekannt ist die Gegend wegen seiner Kartoffel. Aber auch Rinder- und Schafzucht wird betrieben.
Im Stadtzentrum selbst wurde ein Projekt gestartet, wobei in den denkmalgeschützten Gebäuden wieder Werkstätten und Verkaufsräume von Kunsthandwerkern eingemietet wurden. Aus diesem Grund führt die Stadt den Titel Craft Town Scotland. Im Jahr 2006 gewann sie auch den Preis Enterprising Britain 2006.
Die Stadt ist auch beteiligt an der Aktion Transition Towns. So befindet sich auch auf dem Gebiet ein Windpark.
In unmittelbarer Nähe befindet sich das Kernkraftwerk Hunterston B sowie die Kohleverladungsstation Terminal Hunterston.

## Verkehr
Die Stadt ist auf der Straße über die A78, die Richtung Norden nach Greenock und Richtung Süden nach Prestwick führt, erreichbar. Die B781 verbindet West Kilbride mit Dalry.
Busse fahren nach Ardrossan, Saltcoats, Stevenston, dem Verwaltungszentrum Irvine und Ayr im Süden und Südwesten, sowie nach Largs und Greenock im Norden.
Auf der Schiene ist West Kilbride ist Ayrshire Coast Line erreichbar, die von Largs über Dalry nach Glasgow Central führt. Der ursprüngliche Bahnhof mit zwei Bahnsteigen wurde 1985 auf eine unbesetzte Haltestelle mit einem Bahnsteig umgebaut. Das alte Bahnhofsgebäude beherbergt heute ein Restaurant. Die Elektrifizierung erfolgte nur auf dem einen Gleis. Auf diesem fahren heute nur Güterzüge vom Hunterston Terminal hauptsächlich mit Kohle.

## Persönlichkeiten
- Robert Simson (1687–1768), Mathematiker, wurde hier geboren.
- John Boyd Orr, 1. Baron Boyd-Orr (1880–1971), der Nobelpreisträger verbrachte hier einen Großteil seiner Jugend.
- Nicola Benedetti (* 1987), Violinistin, wurde hier geboren.